# Kostomłoty

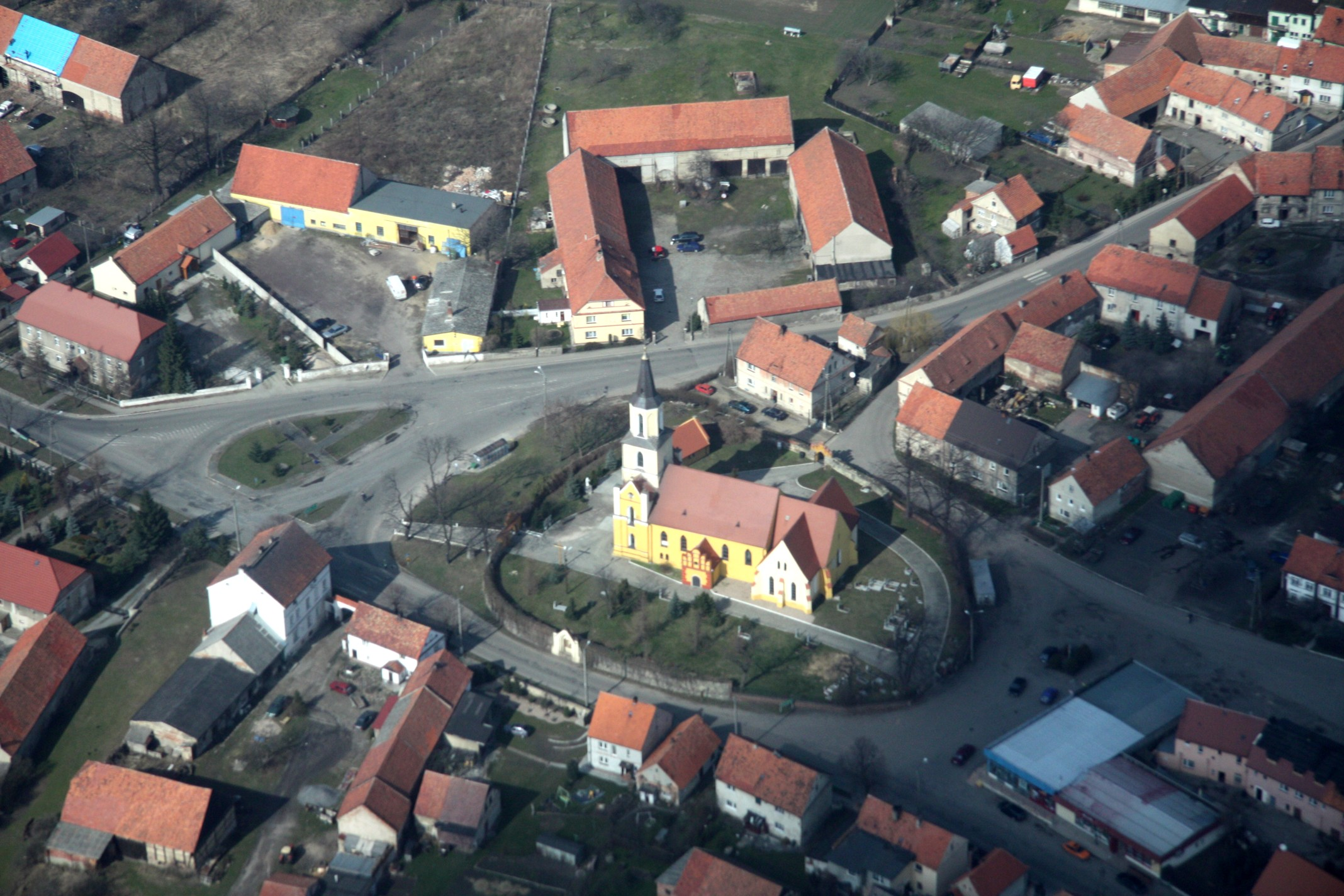
Luftbild

Kostomłoty [kɔstɔm'wɔtɨ] (deutsch Kostenblut) ist ein Dorf im Powiat Średzki in der Woiwodschaft Niederschlesien (Polen). Es ist zugleich Sitz der gleichnamigen Landgemeinde (gmina wiejska).

## Geographie
Das Dorf liegt ca. 30 km westlich von Breslau und 13 km südlich der Kreisstadt Środa Śląska. Südlich des Dorfes verläuft die Autostrada A4.

## Geschichte
Die erste schriftliche Erwähnung von Kostomłoty stammt von Bolesław IV. (Polen) aus dem Jahr 1149. Im Jahr 1241 bekam Kostomłoty das Stadtrecht verliehen. Der Ort wurde mehrfach durch Feuer und Kriege zerstört, besonders sind hier der Dreißigjährige und der Siebenjährige Krieg zu erwähnen. Im Zuge des Dreißigjährigen Krieges verlor Kostomłoty die Stadtrechte und bekam sie 1692 von Leopold dem I. wieder verliehen. Im Jahr 1742 kam das Dorf unter preußische Herrschaft.
Bis 1945 war Kostenblut eine Gemeinde im Landkreis Neumarkt, Regierungsbezirk Breslau der Provinz Schlesien. Als Folge des Zweiten Weltkriegs fiel Kostenblut 1945 an Polen und wurde in Kostomłoty umbenannt. Die deutsche Bevölkerung wurde, soweit sie nicht schon vorher geflohen war, 1946 vertrieben. Die neu angesiedelten Bewohner waren teilweise Zwangsausgesiedelte aus Ostpolen. Von 1975 bis 1998 gehörte das Dorf zur Woiwodschaft Breslau.

## Sehenswürdigkeiten
- Kreuzerhöhungskirche

## Gemeindepartnerschaft
- Sierentz, Frankreich

## Söhne und Töchter der Stadt
- Adalbert Falk (1827–1900), preußischer Kultusminister
- Julius Blaschke (1866–1922), Komponist und Musikschriftsteller[4]
- Paula Ollendorff (1860–1938), Pädagogin und Kommunalpolitikerin in Breslau